# Gennaio

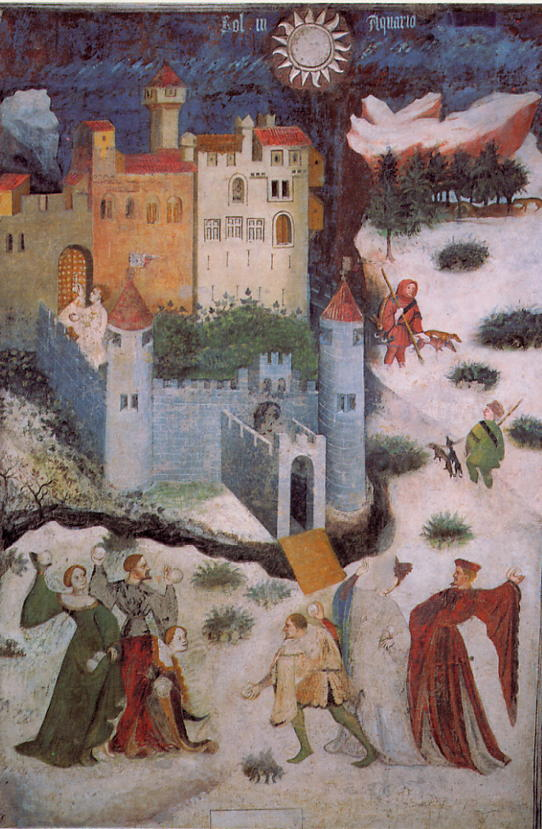
Gennaio, dal Ciclo dei mesi nel Castello del Buonconsiglio, Trento

Gennaio è il primo mese dell'anno secondo il calendario gregoriano, è uno dei sette mesi che conta 31 giorni e si colloca nella prima metà di un anno civile.
Gennaio è il secondo mese dell'inverno nell'emisfero boreale e dell'estate in quello australe.
Il primo giorno del mese di gennaio è capodanno.

## Storia

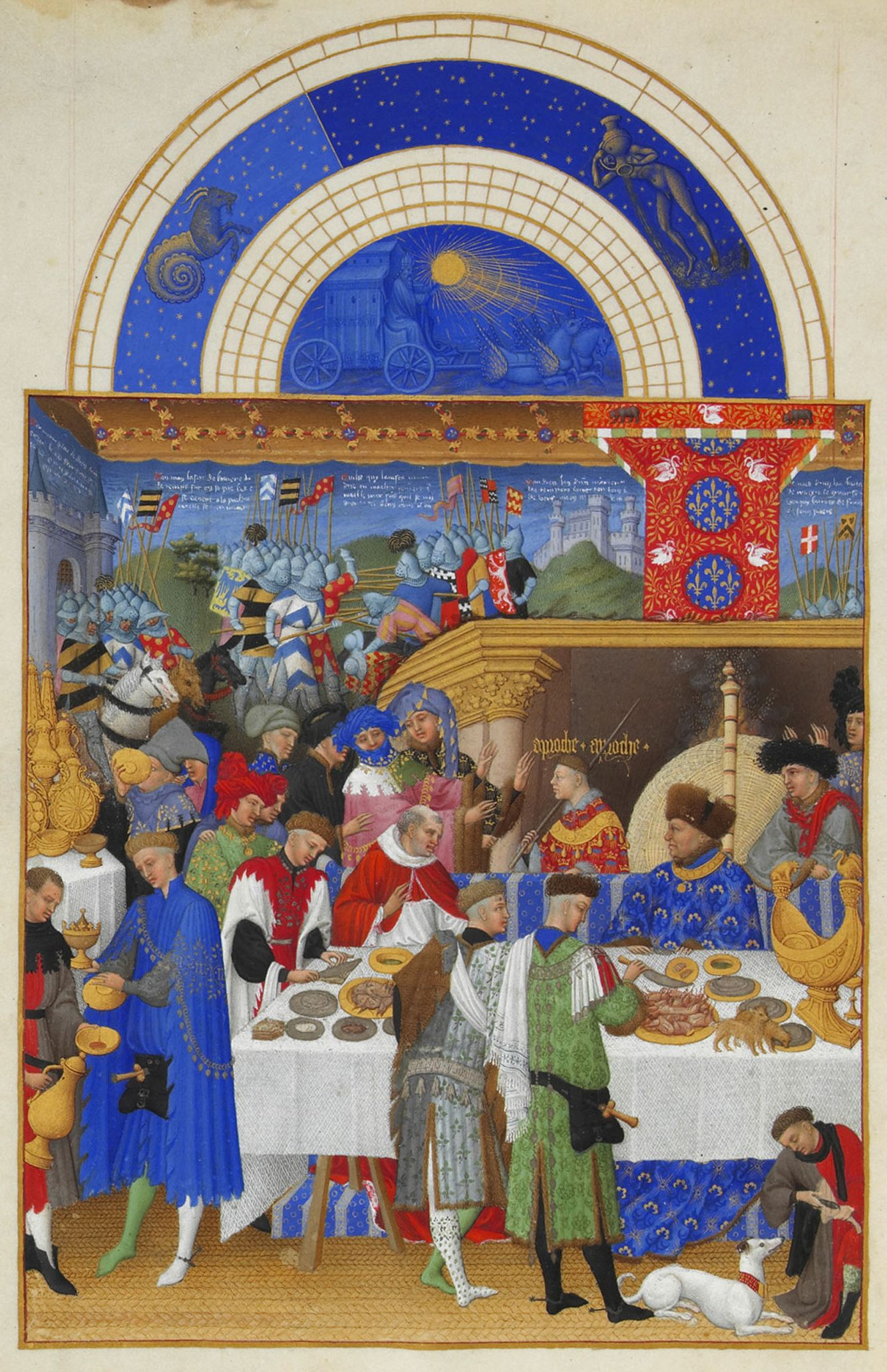
Gennaio, illustrazione da Très riches heures du Duc de Berry.

Il nome gennaio (in latino Ianuarius) deriva dal dio romano Giano (Ianus), divinità preposta alle porte e ai ponti che in generale rappresentava ogni forma di passaggio e mutamento (effettivamente gennaio è il mese che apre le porte del nuovo anno, infatti il sostantivo latino ianua corrisponde al termine italiano "porta"). 
Il calendario romano originale era più breve di quello gregoriano (304 giorni), in quanto i Romani consideravano l'inverno un periodo senza mesi. Fu Numa Pompilio intorno al 713 a.C. ad aggiungere gennaio e febbraio, fissandoli come i primi mesi dell'anno e rendendo l'anno uguale a quello solare (calendario numiano di 355 giorni). Tuttavia, fino al 153 a.C., i Romani consideravano marzo il primo mese dell'anno civile in quanto coincidente con l'inizio delle attività militari e della carica pubblica dei consoli. A partire dalla metà del II secolo a.C., l'inizio dell'anno venne dunque identificato con gennaio in quanto in questo periodo venivano scelti i consoli e i magistrati eponimi.
Durante il Medioevo, anche se si continuò a rappresentare il calendario giuliano secondo il costume dei Romani (dodici colonne da gennaio a dicembre), nel mondo cristiano c'era eterogeneità nella scelta del capodanno, fatto coincidere, a seconda delle tradizioni delle varie regioni, ora con il Natale (25 dicembre), con l'Annunciazione (25 marzo) o con la Pasqua. Nel XVI secolo cominciò a diffondersi in alcuni paesi cristiani, come il Regno di Francia, l'usanza di far iniziare l'anno il 1º gennaio con la Festa della Circoncisione di Cristo (sette giorni dopo il Natale): tale data venne estesa nel 1582 a tutto il mondo cattolico da papa Gregorio XIII con la riforma del calendario che da lui prende nome.
Nomi storici del mese sono, oltre al romano Ianuarius, il sassone Wulf-monath ("mese del lupo") e il termine usato da Carlo Magno Wintarmanoth ("mese invernale").

## Cultura
In finlandese il mese è chiamato tammikuu, ovvero "mese della farnia", mentre in ceco leden, che significa "mese del ghiaccio".
Nella Ruota dell'Anno pagana, gennaio finisce nel periodo dell'Imbolc nell'emisfero nord e del Lughnasadh in quello sud.
Secondo l'astrologia, gennaio ha dapprima il sole in Capricorno, quindi in Aquario, ma astronomicamente il sole si trova nella costellazione del Sagittario fino al 19, giorno in cui passa nel Capricorno.
Gli ultimi tre giorni di gennaio sono detti giorni della merla.

## Ricorrenze
Capodanno ed Epifania.
Il primo lunedì di gennaio è chiamato Handsel Monday in Scozia e nell'Inghilterra settentrionale. In Inghilterra, l'anno agricolo inizia con il Plough Sunday, la domenica dopo l'Epifania.
La maggiore età in Giappone veniva festeggiata dal 1948 il secondo lunedì di gennaio per coloro che divenivano ventenni nel nuovo anno solare. Festa nazionale, è stata spostata al 15 gennaio dal 1999, quando il governo ha cercato di contemperare esigenze economiche a festività varie, cercando di accorparle fra loro.